# 御料所
御料所（日语：／），又称料所、料、御料或御料地，是指日本古代由天皇（皇室）或幕府等被称为“公仪”的公权力直接支配的土地（直辖地）。这是相对于赐给家臣的领地（知行地）的概念。
另外，《日葡辞书》中将其定义为“附属于王位的领地，即国王的私有领地或土地”。